# Ljulin (distrikt)
Ljulin (bulgariska: Люлин) är ett distrikt i Bulgarien.   Det ligger i kommunen Obsjtina Pernik och regionen Pernik, i den västra delen av landet, 21 km väster om huvudstaden Sofia.
Omgivningarna runt Ljulin är en mosaik av jordbruksmark och naturlig växtlighet. Runt Ljulin är det ganska tätbefolkat, med 199 invånare per kvadratkilometer.